# 李業 (唐朝節度使)
李業（?—?），唐朝軍事人物，李虎的第七子李祎的六世孙。

## 生平
早年為藩鎮幕僚。歷官鸿胪卿。开成年間，河东节度使王宰任盐州刺史之時，“好以法临党项，羌人不安” ，終於導致黨項叛亂。朝廷遂派遣王宰加以伐之。大中元年（847年），朝廷派李业持节前去册封黠戛斯可汗为“英武诚明可汗”。擔任夏绥（今内蒙白城子）节度使。大中四年十一月党项再度入寇邠甯。是年十二月，朝廷再以凤翔节度使李安业、河东节度使李拭为招讨党项使，前往平下黨項之亂。大中六年（852年）六月，朝廷以李業擔任河东节度使。魏謩弹劾李业妄殺降虜，要求完全罢免其职务。宣宗没有照做，只是派卢均取代李业，调李业至义成。後授鄭滑節度使。大中十一年（857年）代孫景商為天平軍節度使，曾為弟李眈撰“唐故乡贡进士陇西李君墓志铭”。大約大中十三年卒於天平節度使任上，朝廷以杜勝代之。僖宗即位，念及前太原节度使李业对沙陀有恩，當時李業已死，封其子李钧为灵武节度使、宣慰沙陀六州三部落使。